# Billy McCarthy
Billy McCarthy (Roseland, 2 aprile 1960) è un batterista e scrittore statunitense.
Con il nome di Billy Dior, è noto per essere stato il batterista dei D'Molls, una glam metal band di breve vita. Egli è anche noto per aver militato in una band chiamata Screamin' Mimi's con C.C. DeVille, chitarrista che in futuro farà carriera nei Poison.

## Biografia
Nel 1981, Billy si spostò a Los Angeles dopo aver raggiunto una band di Chicago chiamata Kid Rocker con cui so spostò sulla Sunset Strip. I Kid Rocker erano gestiti dal leggendario manager dei Kiss Bill Aucoin, e pubblicarono una demo di tre brani prodotta dal noto Eddie Kramer, già produttore di Jimi Hendrix, Peter Frampton e Led Zeppelin. Un chitarrista all'epoca sconosciuto di nome C.C. DeVille (più tardi chitarrista dei Poison) che si spostò dal New Jersey a L.A suonò a qualche audizione per entrare nei Kid Rocker, ma il leader e compositore della band Jimmy Vayne decise di non accettarlo nel gruppo. McCarthy e DeVille poco dopo formarono gli Screamin' Mimi's e fu in questo periodo che DeVille scrisse il brano "Talk Dirty to Me", pezzo che diventerà celebre con i Poison nel 1986. McCarthy decise di tornare però a Chicago dopo quattro anni e formò i D'Molls con l'ex chitarrista dei Kid Rocker, Duane Dunn, dopo conosciuto come Desi Rexx, che diventerà il leader della band. La band impiegò un anno prima di riuscire a suonare al primo show a Chicago con oltre 1.600 persone. La settimana seguente i D'Molls si spostarono a L.A. dove qualche mese più tardi troverà un accordo con la Atlantic Records. I D'molls ottennero un buon successo negli States e ancora di più nel Regno Unito tanto da venire ribattezzati "i nuovi Aerosmith", ma dopo aver pubblicato due album, la band si sciolse a causa di tensioni interne nel 1991. McCarthy (Billy Dior) si dedicò alla produzione di band emergenti e lavorò in un programma radiofonico nel 1994. Poco dopo, McCarthy lasciò L.A. per New York continuando la sua carriera da produttore. Nel 1999, McCarthy tornò a Chicago lavorando in un hotel e iniziando a scrivere il suo romanzo, "The Devil of Shakespeare". Il libro venne finalmente pubblicato nel 2004 ed includeva la colonna sonora del libroq: queste tracce vennero registrate da Dior alla batteria, Jani Lane (e Warrant) alla voce, Chip Z'Nuff degli Enuff Z'Nuff al basso, e James Young degli Styx alla chitarra. "Billy McCarthy, also wrote the Liner Notes for Peter Blast's 2015 album Release of "Peter Blast / Painting Without Canvas", "Billy McCarthy" has said that "this music is the best of Peter Blast's career", Worldwide Release.
Italian Review of "Peter Blast / Painting Without Canvas"...www.musicalnews.com/articolo.php?codice=33149&sz-4  (2016)
"The Devil of Shakespeare" divenne un best seller a Chicago. Futuri romanzi di Billy McCarthy saranno "Beat Me Til I'm Famous" e "Funnyman Jack Smack". Egli è attualmente sposato con sua moglie Maggie e vive a Chicago.

## Discografia

### Album in studio
- 1988 - D'Molls
- 1990 - Warped

### Raccolte
- 1997 - Beyond D'Valley of D'Molls

### Apparizioni
- House of Lords - Sahara (1990)

## Opere
- The Devil of Shakespeare (2004)
- Beat Me Til I'm Famous
- Funnyman Jack Smack